# Friedrich Gerhard
Pour les articles homonymes, voir Gerhard.
Friedrich Gerhard (né le 24 juillet 1884, mort le 16 mai 1950) est un cavalier de dressage allemand.
Lors des Jeux olympiques d'été de 1936 à Berlin, il remporte avec Absinth la médaille d'argent en individuel et la médaille d'or par équipe.